# Michel Vieuchange
Michel Vieuchange (Nevers, 26 agosto 1904 – Agadir, 30 novembre 1930) è stato un esploratore francese; fu il primo europeo a visitare le rovine abbandonate della città di Smara, nel deserto del Sahara.

## Biografia
All'età di vent'anni, Vieuchange si laureò in letteratura e scrisse il suo primo romanzo, Hipparète, che rimase inedito, nel quale espose il suo fascino per la cultura e la storia dell'antica Grecia. Fu fortemente influenzato dalle letture di Antoine de Saint-Exupéry, André Gide e Paul Claudel e sviluppò una passione per il cinema.
Senza essere sicuro della posizione esatta di Smara e con conoscenze limitate dell'arabo e del berbero, Vieuchange partì il 10 settembre 1930, vestito da donna berbera. Attraverso forti difficoltà raggiunse il suo obiettivo e tornò alla civiltà il 16 novembre nella città marocchina di Tiznit, situata a quasi 400 km da Smara. Vieuchange morì pochi giorni dopo, per dissenteria.
Come testimonianza della sua avventura, mantenne un diario di viaggio, che venne pubblicato dal fratello Jean nel 1932.